# ديف اندروز (ملحن)
ديف اندروز (بالإنجليزية: Dave Andrews)‏ هو ملحن بريطاني، ولد في 29 فبراير 1972.

## وصلات خارجية
- ديف اندروز على موقع IMDb (الإنجليزية)
- ديف اندروز على موقع قاعدة بيانات الفيلم (الإنجليزية)